# Yervand Lalayan
Yervand Lalayan (en arménien : Երվանդ Լալայան), né le 25 mars 1864 à Alexandropol, Empire russe, et mort le 24 février 1931 à Erevan, RSS d'Arménie, est un ethnographe, archéologue et folkloriste arménien. Il est le fondateur du musée d'histoire de l'Arménie et son premier directeur de 1919 à 1928.

## Biographie
En 1885, il quitte le collège arménien Nercessian de Tiflis et travaille à Akhaltsikhé, Akhalkalaki et Alexandropol en tant que professeur. En 1894, il quitte la faculté des sciences sociales de l'université de Genève. Ayant reçu le titre de « candidat en sciences sociologiques », il effectue des recherches pendant plusieurs mois chez les pères  mékhitaristes au monastère San Lazzaro degli Armeni de Venise.
De retour en Arménie, il travaille de 1895 à 1897 à l'école diocésaine de Chouchi. En 1896, en compagnie d'autres intellectuels (Manouk Abeghian, T. Toramian, Hratchia Adjarian, Léo, Melikset Bek, S. Lisitsyan, Kh. Samuelyan, S. Zelinski), il fonde la revue Azgagrakan Handes (arménien : Ազգագագրական Հանդես, « Revue Ethnographique » ).
Le 21 novembre 1900, il fonde à Tiflis la « Maison d'édition ethnographique arménienne ». Et en 1906, il fonde la « Société ethnographique arménienne ». Les collections du musée de la société sont transférées de Tiflis vers le musée d'histoire de l'Arménie à Erevan en 1921. Lalayan est le fondateur de ce musée et occupe le poste de directeur de 1919 à 1928.

## Travaux
Les travaux de Lalayan sont régulièrement publiés dans Azgagrakan Handes entre 1897 et 1916. Ils comprennent :
- Javakhk,
- Varanda,
- « La province de Zanguezour »,
- « La province de Gandzak »,
- « La province de Bortchalou »,
- « Vayots Dzor »,
- « La préfecture de Nakhitchevan ou Nakhchavan »,
- « La province de Nor Bayazet ou Gegharkunik »,
- « Les rites rituels chez les Arméniens »,
- « Les fouilles des tumulus funéraires en Arménie soviétique » (Erevan, 1931).

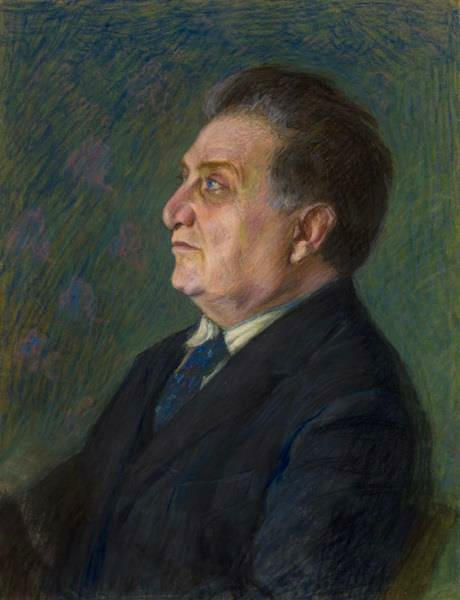
Portrait de Lalayan par Panos Terlemezian (vers 1930).